# Dívida ativa
Dívida Ativa da Fazenda Pública é o conjunto de créditos líquidos e certos que compõem o Ativo Permanente.
Constitui dívida ativa o valor originário de débito, tributário ou não, a favor dos governos em todas as esferas, registrado com essa chancela na Procuradoria Geral da Fazenda Nacional, no caso da União, e nos Estados e Municípios em suas respectivas seccionais, pelo não pagamento de tributo juridicamente constituído e esgotadas as exigências de prazos e cobranças. 
A inscrição na dívida ativa se dá, por exemplo, na ocorrência de falta do pagamento do IPTU devido ao município (sujeito ativo da obrigação tributária).
A inscrição do contribuinte na dívida ativa gera uma certidão positiva de débito do contribuinte (sujeito passivo da obrigação tributária) demonstrando sua inadimplência e determinando prazos e penalidades previstas na lei. 
O contribuinte pode solicitar um acordo, conforme as regras da moratória, e obter "certidão positiva com efeito de negativa", comprovando assim que tem uma dívida que foi negociada para quitação. Após quitada a dívida ativa fiscal, o contribuinte pode retirar pela internet, ou pedir ao órgão público competente (Secretaria da Fazenda do município) uma certidão negativa de débitos fiscais - que é a prova definitiva de quitação dos créditos tributários. O órgão terá prazo de 10 dias corridos para expedir esta certidão (artigo 205 do Código Tributário Nacional).

## Dívida ativa tributaria
São os créditos que têm origem em tributos.

## Dívida ativa não tributária
Engloba todos os demais créditos líquidos e certos da fazenda Pública.
- Geração da Certidão de Dívida Ativa (CDA)